# Wyprawa Jana Sobieskiego na czambuły tatarskie

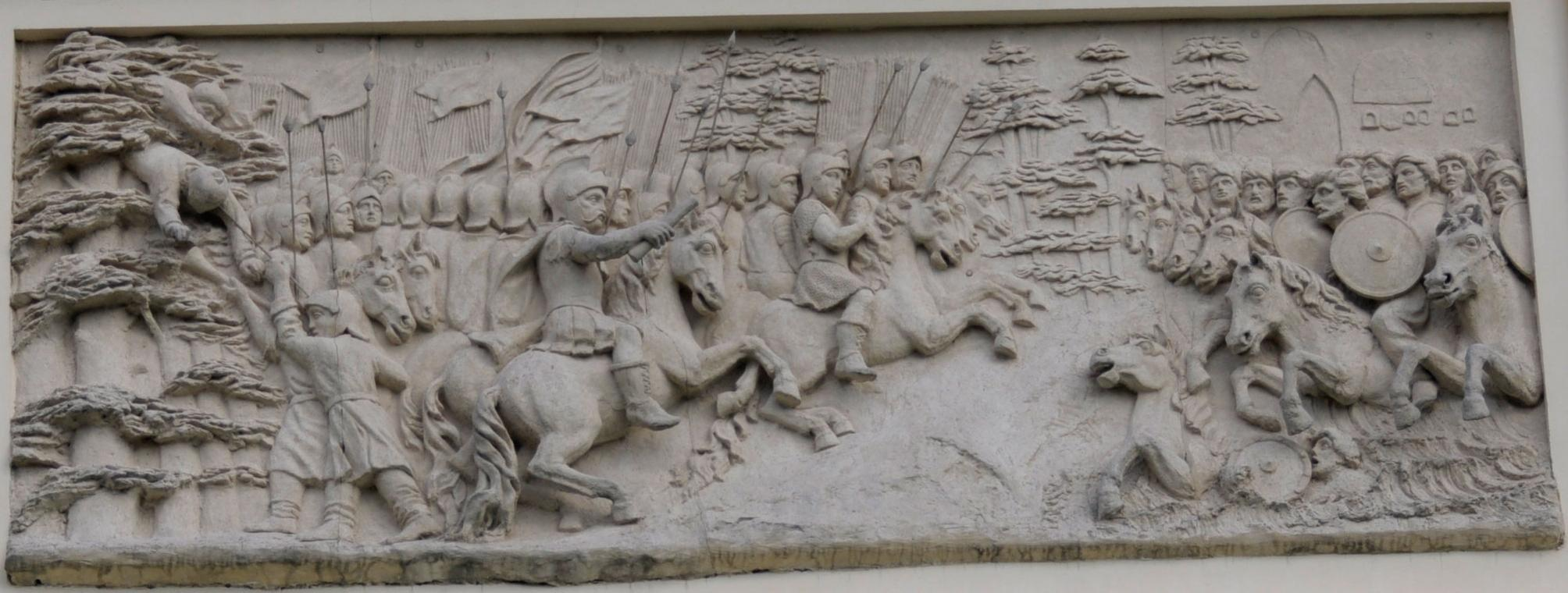
Wyprawa na czambuły tatarskie. Płaskorzeźba na attyce pałacu w Wilanowie

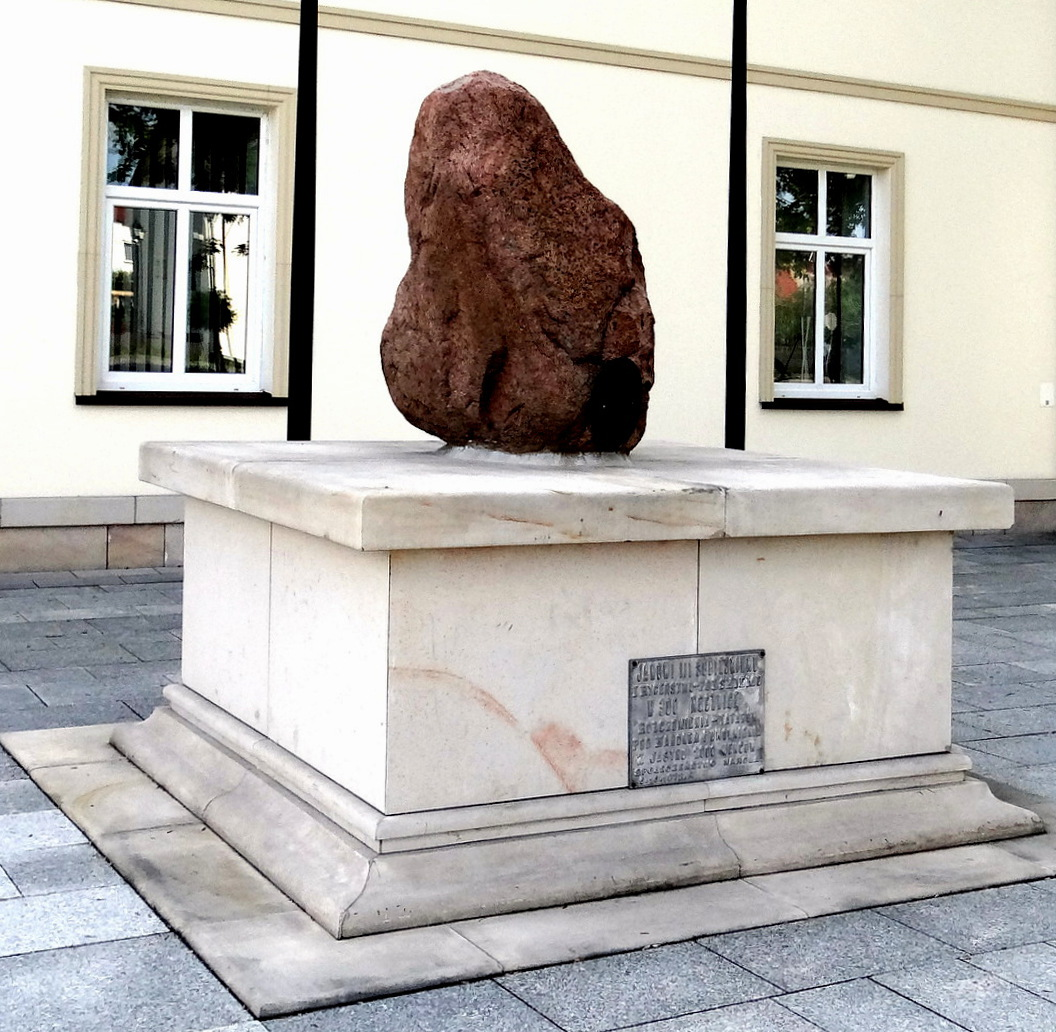
Pomnik w Narolu ku czci Jana Sobieskiego, upamiętniający zwycięstwo nad Tatarami

Wyprawa Jana Sobieskiego na czambuły tatarskie – kampania przeprowadzona w dniach 5–14 października 1672 roku podczas wojny polsko-tureckiej (1672–1676).

## Geneza
Po zdobyciu Kamieńca Podolskiego armia turecka 20 września rozpoczęła oblężenie Lwowa. W tym czasie nie biorący udziału w oblężeniu Tatarzy, wspomagani przez Kozaków hetmana Piotra Doroszenki oraz niektóre oddziały tureckie, podzieleni zostali na trzy główne grupy pustoszyli Rzeczpospolitą. Między Wieprzem a Sanem działał Dżiambet Girej, natomiast Nuradyn-Sołtan na południe od Dniestru. Trzecia grupa dowodzona przez Hadżiego Gireja działała nad Wisłokiem i środkowym Sanem aż pod Jasło. W sumie grupy te liczyły około 20 tysięcy żołnierzy i działały w rozproszeniu.

## Wyprawa
Hetman wielki koronny Jan Sobieski, posiadający jedynie 2,5–3 tysiące jazdy i dragonii, ruszył 5 października z Krasnegostawu przeciwko Tatarom komunikiem, bez taborów oraz biorąc po dwa konie na jednego żołnierza. Idąc na tyły grup tatarskich posuwał się w kierunku Zamościa i nocą rozbił mały czambuł w bitwie pod Krasnobrodem, a 6 października dwa czambuły w bitwie pod Narolem. 7 października w bitwie pod Niemirowem dopadł i rozbił kosz Dżiambeta.
Po jednodniowym odpoczynku 8 października, Sobieski 9 października dopadł i pobił w bitwie pod Komarnem główne siły Nuradyna-Sołtana, ścigając je do Bieńkowej Wiszni. 11 października wojska Sobieskiego przeprawiły się przez Dniestr i ruszyły w pościg za cofającym się Hadżi Girejem. Po forsownym marszu dniem i nocą wojska koronne w sile tysiąca żołnierzy (reszta nie nadążyła i została z tyłu) o świcie 14 października dogoniły Tatarów i rozbiły w bitwach pod Petranką i Kałuszem.

## Podsumowanie
Jan Sobieski na czele jazdy i dragonii przebył spod Krasnegostawu na południe w ciągu 9 dni około 450 kilometrów. Działający z ogromną ofiarnością polscy żołnierze uwolnili z tatarskiego jasyru około 44 tysięcy ludzi. Kierujący działaniami hetman wielki koronny stosował bardzo skuteczną metodę, polegającą na tym, że rzucał przeciwko Tatarom grupę kilkuset jeźdźców, która odwracała ich uwagę od idących z przeciwnego kierunku sił głównych. Sposób ten zawsze pozwalał rozbić Tatarów, jednak uniemożliwiał ich całkowite okrążenie. Niezwykły przy tak niewielkich siłach sukces wyprawy wynikał z tego, że Sobieski zawsze potrafił wybrać właściwy kierunek działań, dzięki czemu szybko posuwające się wojska polskie stosujące tatarską technikę marszową zwaną komunikiem, potrafiły dopaść i rozbić poszczególne zagony nieprzyjaciela.